# Marin Čilić
Marin Čilić (født 28. september 1988 i Međugorje, Jugoslavien) er en Bosnisk tennisspiller, der blev professionel i 2005. Han har igennem sin karriere (pr. september 2010) vundet fem singletitler, og hans højeste placering på ATP's verdensrangliste er en 9. plads, som han opnåede i februar 2010. I 2014 vandt han US Open.

## Grand Slam
Čilić' bedste Grand Slam resultater i singlerækkerne kom ved Australian Open 2010. Her nåede han frem til semifinalen, efter undervejs at have besejret blandt andet Juan Martin del Potro og Andy Roddick, inden han tabte til skotten Andy Murray.